# Älskade lilla gris
Älskade lilla gris är en bilderbok av Ulf Nilsson och Eva Eriksson. Boken kom ut 1982 och har även utgivits på nio andra språk.

## Handling
Boken handlar om en griskulting som föds sist i sin kull. Då mamman har färre spenar än kultingar vill bonden slå ihjäl honom, men två barn som är på besök på gården tar hand om kultingen som döps till Pellen. Men grisen växer och blir för stor för att bo hemma hos familjen och till slut rymmer Pellen.